# François Nedelec
François Nedelec (né le 3 décembre 1954 à Suresnes, décédé d'un cancer le 15 juin 2009 à Paris) était un auteur de jeux de société français.
En 1988, il devient concepteur de jeux vidéo.

## Ludographie succincte
Jeux de rôle
- Empire galactique, 1984, Robert Laffont
- Avant Charlemagne, 1986, Robert Laffont

Avec Duccio Vitale
- Mai 68: La Nuit des Barricades, 1980, La Folie douce
- El Dorado, 1981, Jeux et Stratégie
- Viva Zapata, 1982, Editions du Stratège
- Mai 68: Le Jeu, 1988, Rexton
- Colonisator, 1989, Eurogames

Jeu informatique
- Marco Polo, 1992, Infogramme

Livre-jeu
- La Crise ou construisez vous-même votre avenir,1985, Denoël, inclus dans Science Fiction n°5[2].